# Volvo C30

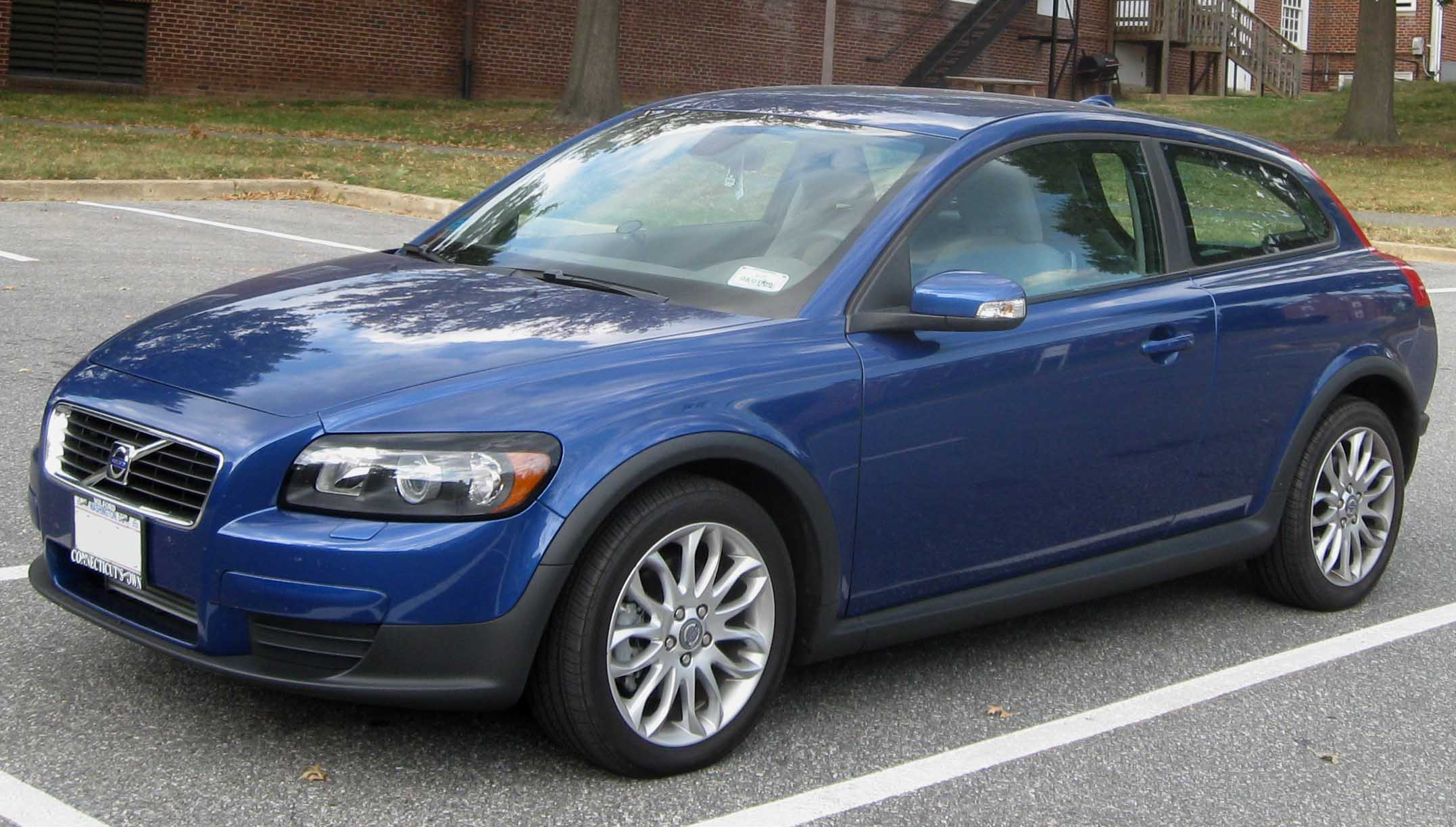
Volvo C30 T5 de 2008

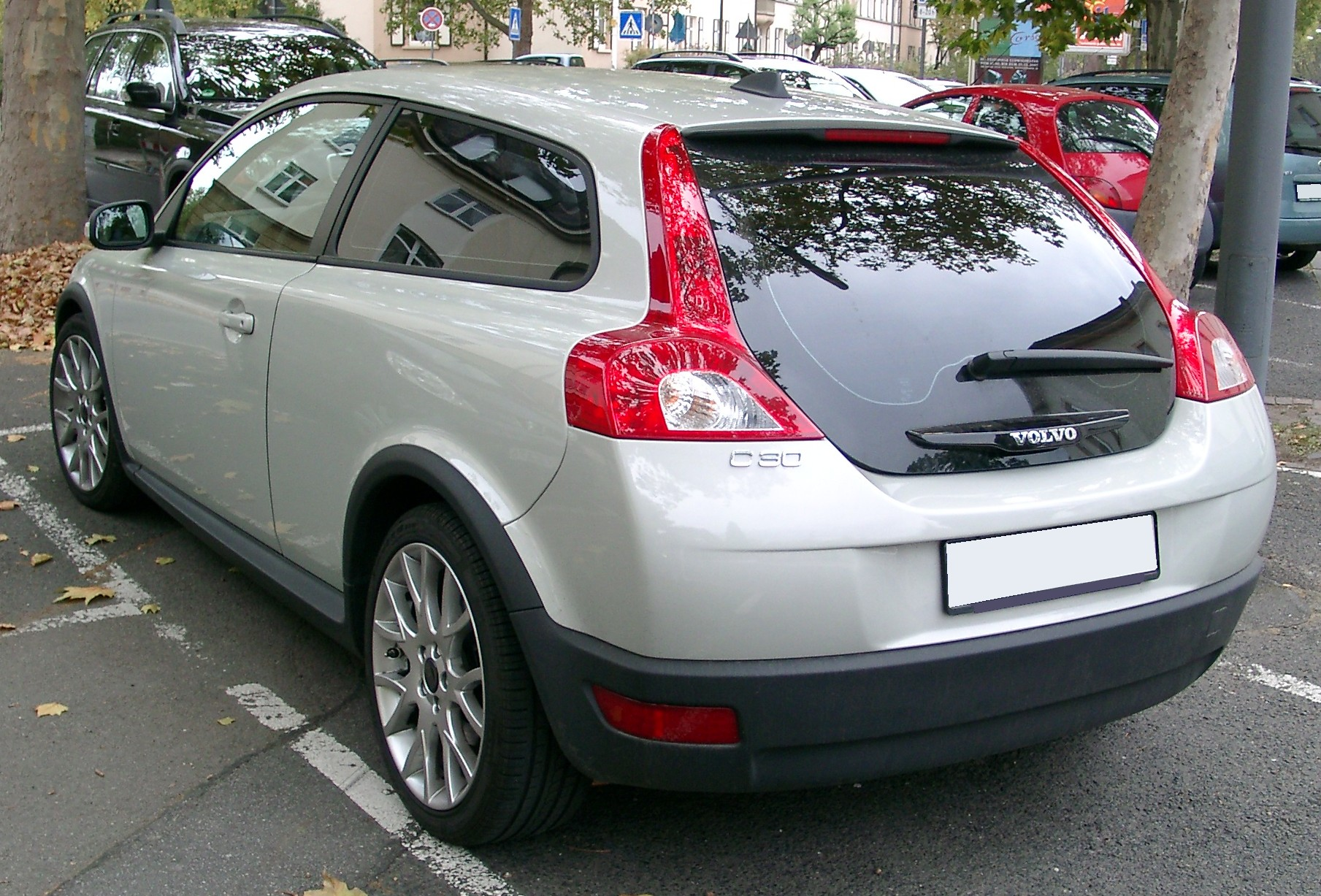
Parte trasera C30

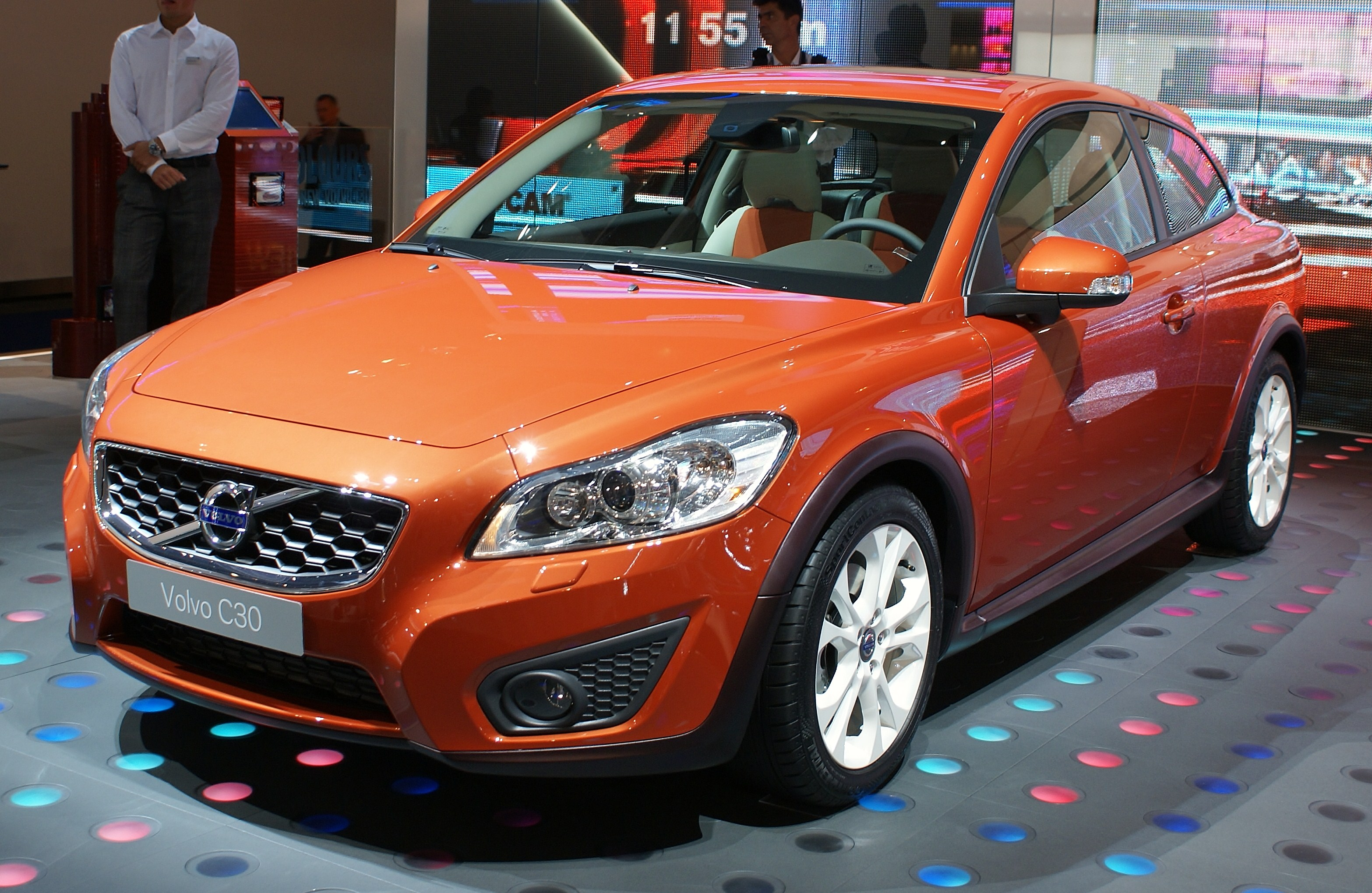
Facelift del Volvo C30 de 2009

El Volvo C30 es un automóvil de turismo del segmento C producido por el fabricante sueco Volvo desde finales de 2006 hasta junio de 2013. El C30 recibió un lavado de cara para el año modelo 2010. Fue creado a partir del prototipo Volvo SCC. Es un hatchback de tres puertas y cuatro plazas individuales que pretende competir contra los modelos de alta gama del segmento, los Audi A3, BMW Serie 1, Mercedes-Benz Clase CLC y Volkswagen Scirocco.
El C30 estaba dirigido al conductor urbano de hasta treinta años y de familia pequeña, destinado también para jóvenes con el carnet recién sacado.

## Características
El C30 estaba basado en los Volvo S40 y Volvo V50, que corresponden a las versiones sedán y familiar respectivamente. Su frontal y la consola central son prácticamente idénticas a la de ellos. El portón trasero de vidrio negro es una herencia de modelos anteriores de Volvo, como el 480 y el P1800ES.
Salió al mercado en España con precios en la franja entre los 20.500 y los 37.000 €. Su motor diésel 2.4 de cinco cilindros y 180 CV de potencia máxima superan al cuatro cilindros 2.0 de 170 CV del Grupo Volkswagen como el más potente del segmento C.

## Antecedentes
El modelo que anteriormente ocupaba el lugar del C30 en el catálogo de la marca era el 480ES, que se dejó de fabricar en 1995. Este, a su vez fue heredero del anterior 1800ES.

## Motorizaciones

### Gasolina
- 1.6 litros, 4 cilindros, 100 CV
- 1.8 litros, 4 cilindros, 125 CV
- 1.8f litros, 4 cilindros, 125 CV (gasolina y bioetanol)
- 2.0 litros, 4 cilindros, 145 CV
- 2.4 litros, 5 cilindros, 170 CV
- 2.5 litros, 5 cilindros turbo 230 CV (T5)
- 2.5 litros, 5 cilindros turbo 230 CV (R)
- 2.5 litros, 5 cilindros turbo 250 CV (Reprogramación polestar)

### Turbodiésel
- 1.6 litros, 4 cilindros, 109 CV
- 2.0 litros, 4 cilindros, 136 CV
- 2.0 litros, 5 cilindros, 150 CV (D3)
- 2.0 litros, 5 cilindros, 177 CV (D4)
- 2.4 litros, 5 cilindros, 180 CV (D5)